# Physique Pictorial
Physique Pictorial fue una revista estadounidense, una de las principales revistas beefcake de mediados del siglo XX. Durante su circulación entre 1951 y 1990 como publicación trimestral, ejemplificó el uso de la cultura del culturismo y la pose de figuras artísticas clásicas, como una tapadera para imágenes masculinas homoeróticas y para evadir cargos de obscenidad.
Las páginas de Physique Pictorial presentaban principalmente fotografías realizadas por Bob Mizer, quien también se desempeñó como editor y editor de la revista, que consiste en fotografías en blanco y negro de jóvenes atléticos, ya sea desnudos o semidesnudos. La revista también sirvió como lugar para artistas homoeróticos como Touko Laaksonen (Tom of Finland), George Quaintance y Dom Orejudos (como "Etienne"), y fue un predecesor de publicaciones posteriores abiertamente homosexuales.
Physique Pictorial fue publicado en Los Ángeles por Athletic Model Guild, una agencia de modelos sucedánea creada por Mizer, que proporcionó cobertura para la publicación de la revista y la venta de fotografías y tiras de películas a través de la revista.

## Antecedentes
Bob Mizer comenzó su trabajo como fotógrafo físico a principios de la década de 1940, fotografiando a hombres jóvenes en Muscle Beach. En 1947 comenzó a publicitar sus fotografías en las últimas páginas de la revista de culturismo Strength & Health, junto con otros fotógrafos de físico gay de la época. Mizer fue procesado por distribuir obscenidades por correo y sentenciado a un año en una prisión. Posteriormente, el Servicio Postal de los Estados Unidos presionó a Strength & Health para que dejara de publicar anuncios de fotografías de físicos, amenazando con revocar su permiso de correo de segunda clase. Esto llevó a Mizer a la idea de fundar su propia revista, dedicada a la fotografía física diseñada para un público gay.

## Historia
El primer número de la revista de Mizer se publicó en mayo de 1951 con el título Physique Photo News; seis meses después, la revista pasó a llamarse Physique Pictorial. Mizer sostuvo que este título era más adecuado ya que, además de la fotografía física, la revista también incluía obras de arte de artistas como George Quaintance. Si bien el primer número fue un folleto gratuito de ocho páginas, los números posteriores aumentaron de tamaño, con impresiones fotográficas adicionales de página completa, y en 1952 el precio se incrementó primero a quince centavos y luego a veinticinco.
Hubo una brecha en la publicación de la revista que cubría la mayor parte del año 1968. El autor Jeffrey Escoffier especula que esto se debió a que Mizer cumplió condena en prisión ese año por cargos de dirigir una operación de prostitución.
Las publicaciones de Physique Pictorial rápidamente perdieron popularidad a fines de la década de 1960 cuando un nuevo precedente legal permitió que las revistas imprimieran desnudos frontales completos. A partir de 1969, Physique Pictorial dejó de funcionar como una revista de físico y, en cambio, pasó a presentar fotografías de desnudos completos. El académico Christopher Nealon describió que la revista se había convertido en "más un catálogo de videos de lucha libre y bondage" en la década de 1980.
La revista terminó su publicación original en 1990. En 2017, la Fundación Bob Mizer la relanzó con una combinación de fotografías heredadas de Mizer y el trabajo de fotógrafos contemporáneos.

## Contenido editorial
Se sabía que Mizer usaba la sección editorial de Physique Pictorial para defender causas políticas. Mizer fue especialmente estridente en su oposición a la censura del gobierno y usó la revista para resaltar los casos de aquellos que habían sido condenados por cargos relacionados con la obscenidad. También se escribieron editoriales en apoyo de la Unión Estadounidense por las Libertades Civiles y en oposición a la pena capital.
Mizer también usó pies de foto para exponer temas políticos, a veces compuestos de varios párrafos.